# (22032) Mikekoop
(22032) Mikekoop est un astéroïde de la ceinture principale.

## Description
(22032) Mikekoop est un astéroïde de la ceinture principale. Il fut découvert le 9 décembre 1999 à la station Anderson Mesa par le programme LONEOS. Il présente une orbite caractérisée par un demi-grand axe de 2,56 UA, une excentricité de 0,19 et une inclinaison de 13,3° par rapport à l'écliptique.

## Compléments